# Lepidosaphes lidgetti
Lepidosaphes lidgetti är en insektsart som först beskrevs av Cockerell 1899.  Lepidosaphes lidgetti ingår i släktet Lepidosaphes och familjen pansarsköldlöss. Inga underarter finns listade i Catalogue of Life.